# Copa Córdoba Internacional Sub-20
La Copa Córdoba Internacional Sub-20 de 2010 fue una competencia de carácter amistoso que se realizó entre el 13 de diciembre y el 19 del mismo mes en la provincia de Córdoba, Argentina. 
El certamen fue motivo de preparación para el Campeonato Sudamericano Sub-20 en Perú el cual da cupos para los Juegos Olímpicos de Londres 2012 y para la Copa Mundial de Fútbol Sub-20 de 2011.
Según el agente de apuestas Wilson Raj Perumal, el torneo estaba amañado a través de su empresa Exclusive Sports, que elegía a los árbitros.

## Equipos participantes
Participaron cinco selecciones nacionales de fútbol afiliadas a la Conmebol y una perteneciente a la Concacaf.
| Equipos participantes | Equipos participantes | Equipos participantes | Equipos participantes | Equipos participantes | Equipos participantes |
| --------------------- | --------------------- | --------------------- | --------------------- | --------------------- | --------------------- |
| Argentina             | Bolivia               | Chile                 | Ecuador               | Perú                  | México                |

### Sede
| Ciudad  | Estadio              | Capacidad |
| ------- | -------------------- | --------- |
| Córdoba | Julio César Villagra | 28.000    |

### Árbitros
- Mauro Vigliano
- Héctor Baldassi
- Alejandro Toia
- Juan Loustau
- Roberto Silvera
- Kolos Lengyer
- Petar Taralov

### Reglas
Los 6 equipos que participan se dividen en 2 grupos de tres equipos cada uno. Dentro de cada grupo se enfrentan una vez entre sí, por el sistema de todos contra todos, y descansa un equipo por fecha en cada grupo. Según el resultado de cada partido se otorgan tres puntos al ganador, un punto a cada equipo en caso de empate, y ninguno al perdedor.
Pasan a la siguiente ronda un equipo de cada grupo mejor clasificados. El orden de clasificación se determina teniendo en cuenta los siguientes criterios, en orden de preferencia:
1. El mayor número de puntos obtenidos teniendo en cuenta todos los partidos del grupo
2. La mayor diferencia de goles teniendo en cuenta todos los partidos del grupo
3. El mayor número de goles a favor anotados teniendo en cuenta todos los partidos del grupo

Si dos equipos quedan igualados según las pautas anteriores, sus posiciones se determinarán mediante los siguientes criterios, en orden de preferencia:
1. El mayor número de puntos obtenidos en los partidos entre los equipos en cuestión
2. La diferencia de goles teniendo en cuenta los partidos entre los equipos en cuestión
3. El mayor número de goles a favor anotados por cada equipo en los partidos disputados entre los equipos en cuestión

La segunda ronda incluye la final y un partido por el tercer puesto.
Si después de los 90 minutos de juego el partido se encuentra empatado, el partido se define por el procedimiento de tiros desde el punto penal.

## Resultados
- Los horarios corresponden a la hora de Argentina (UTC-3).

Leyenda: Pts: Puntos; PJ: Partidos jugados; PG: Partidos ganados; PE: Partidos empatados; PP: Partidos perdidos; GF: Goles a favor; GC: Goles en contra; Dif: Diferencia de goles.

### Primera fase

#### Grupo A
| Equipo    | Pts. | PJ | PG | PE | PP | GF | GC | Dif |
| --------- | ---- | -- | -- | -- | -- | -- | -- | --- |
| Argentina | 6    | 2  | 2  | 0  | 0  | 9  | 0  | 9   |
| Ecuador   | 3    | 2  | 1  | 0  | 1  | 3  | 3  | 0   |
| Bolivia   | 0    | 2  | 0  | 0  | 2  | 0  | 10 | -10 |

| 13 de diciembre de 2010, 19:00 | Ecuador                       | 3:0 (1:0) | Bolivia | Julio César Villagra, Córdoba           |                                         |
|                                | Chalá 15' · De Jesús 60', 80' |           |         | Árbitro(s): Héctor Baldassi (Argentina) | Árbitro(s): Héctor Baldassi (Argentina) |

| 15 de diciembre de 2010, 21:00 | Argentina                   | 3:1 (1:0) | Ecuador      | Julio César Villagra, Córdoba        |                                      |
|                                | Ferreyra 42' 57' · Díaz 87' |           | De Jesús 82' | Árbitro(s): Petar Taralov (Bulgaria) | Árbitro(s): Petar Taralov (Bulgaria) |

| 17 de diciembre de 2010, 21:00 | Argentina           | 1:0 (0:0) | Bolivia | Julio César Villagra, Córdoba       |                                     |
|                                | Araujo 90+7' (pen.) |           |         | Árbitro(s): Kolos Lengyer (Hungría) | Árbitro(s): Kolos Lengyer (Hungría) |

#### Grupo B
| Equipo | Pts. | PJ | PG | PE | PP | GF | GC | Dif |
| ------ | ---- | -- | -- | -- | -- | -- | -- | --- |
| México | 6    | 2  | 2  | 0  | 0  | 5  | 1  | 4   |
| Perú   | 3    | 1  | 1  | 0  | 1  | 5  | 2  | 3   |
| Chile  | 0    | 2  | 0  | 0  | 2  | 0  | 7  | -7  |

| 13 de diciembre de 2010, 21:00 | Chile                    | 0:5 (0:2) | Perú                      | Julio César Villagra, Córdoba          |                                        |
|                                | Ramos 12' · González 52' |           | Carrillo 57' · Noroha 69' | Árbitro(s): Mauro Vigliano (Argentina) | Árbitro(s): Mauro Vigliano (Argentina) |

| 15 de diciembre de 2010, 19:00 | Perú      | 0:2 (0:0) | México                  | Julio César Villagra, Córdoba       |                                     |
|                                | Cueva 47' |           | Dávila 69' · Pulido 80' | Árbitro(s): Kolos Lengyer (Hungría) | Árbitro(s): Kolos Lengyer (Hungría) |

| 17 de diciembre de 2010, 19:00 | México                             | 3:0 (0:0) | Chile                 | Julio César Villagra, Córdoba          |                                        |
|                                | Pulido 56' · Ibáñez 83' · Mora 86' |           | Silva 75' · Ramos 90' | Árbitro(s): Alejandro Toia (Argentina) | Árbitro(s): Alejandro Toia (Argentina) |

### Tercer lugar
| 19 de diciembre de 2010, 19:00 | Ecuador | 4:5 (2:2) | Perú                                 | Julio César Villagra, Córdoba        |                                      |
|                                |         |           | Pinto 20' · González 48' · Ramos 66' | Árbitro(s): Juan Loustau (Argentina) | Árbitro(s): Juan Loustau (Argentina) |

### Final
| 19 de diciembre de 2010, 21:00 | Argentina    | 1:1 (1:1) (7:6 p.) | México     | Julio César Villagra, Córdoba         |                                       |
|                                | Ferreyra 23' |                    | Guarch 21' | Árbitro(s): Roberto Silvera (Uruguay) | Árbitro(s): Roberto Silvera (Uruguay) |

| Bandera de Argentina |
| Campeón Argentina    |

## Estadísticas
| Equipo | Equipo    | Pts | PJ | PG | PE | PP | GF | GC | Dif | Rend  |
| ------ | --------- | --- | -- | -- | -- | -- | -- | -- | --- | ----- |
| 1      | Argentina | 7   | 3  | 2  | 1  | 0  | 10 | 1  | 9   | 66,6% |
| 2      | México    | 7   | 3  | 2  | 1  | 0  | 6  | 4  | 2   | 66,6% |
| 3      | Chile     | 4   | 3  | 1  | 1  | 1  | 5  | 4  | 1   | 44,4% |
| 4      | Ecuador   | 3   | 3  | 1  | 0  | 2  | 4  | 5  | -2  | 33,3% |
| 5      | Perú      | 1   | 2  | 0  | 1  | 1  | 3  | 4  | -1  | 11,1% |
| 6      | Bolivia   | 0   | 2  | 0  | 0  | 2  | 0  | 10 | -10 | 0%    |

## Goleadores
| Jugador          | Selección | Goles |
| ---------------- | --------- | ----- |
| Facundo Ferreyra | Argentina | 3     |
| Marlon de Jesús  | Ecuador   | 3     |
| Sergio Araujo    | Argentina | 1     |
| Mauro Díaz       | Argentina | 1     |
| Ulises Dávila    | México    | 1     |
| André Carrillo   | Perú      | 1     |
| Osnar Noronha    | Perú      | 1     |